# Pasithee (måne)
Pasithee er en af planeten Jupiters måner: Den blev opdaget 11. december 2001 af et hold astronomer fra Hawaiis Universitet under ledelse af Scott S. Sheppard, David C. Jewitt og Jan Kleyna, og kendes også under betegnelsen Jupiter XXXVIII. Lige efter opdagelsen fik den den midlertidige betegnelse S/2001 J 6, men siden da har den Internationale Astronomiske Union besluttet at opkalde den efter Pasithee; en skikkelse fra den græske mytologi.
Pasithee udgør sammen med 16 andre Jupiter-måner den såkaldte Carme-gruppe, som har næsten ens omløbsbaner omkring Jupiter. Gruppen har navn efter Carme, som er et af dens medlemmer.